# Інґамодер
Інґамодер — шведське ім’я, вигадане в наш час для дочки короля Емунда Старого, яка була одружена з королем Швеції Стенкілом і чиє ім’я невідоме. Це перекладається англійською як «Мати Інге» (тобто короля Інге Старшого).

## Біографія
Жінка народилася приблизно в 1025 році від короля Емунда. Вона вийшла заміж за Стенкіла, який пізніше успадкував титул її батька. За деякими більш-менш достовірними джерелами, у короля Стенкіла було чотири сини, з яких перших двох можна вважати відомими історії:
- Інге Старший, король Швеції
- Гальстен Стенкілсон, король Швеції
- Свен Стенкілссон
- Ерік

## Передбачувана особистістьIngemo

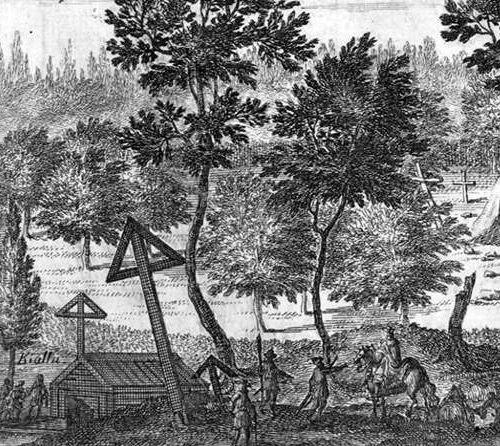
Криниця Інґемо і священний гай у 1705 році за Швеція давня і сучасна

Інгемо була місцевою шведською святою у Вестерйотланді, однак вона не була офіційно санкціонована та визнана Церквою. Її знають лише з митниці колодязя Інґемо в Швеції. Колодязь Інґемо (швед. Ingemo källa), розташований між Сковде і Тідагольмом, є природним колодязем, де, за легендою, шанували Інґемо, і який спочатку, можливо, був святим місцем язичницької епохи. Криниця обмурована каменем, її розміри 1,2 × 0,6 метра. Він перекритий вапняковою плитою. Колодязь був метою паломництва, де люди пропонували монети за здоров'я в ХІХ столітті. Найдавніші згадки про митниці біля колодязя датуються кінцем XVII століття.
Сучасні генеалогічні спекуляції зробили її матір'ю Інге, але Інгемо не може бути надійним джерелом як та сама особа, що й Інгамодер.

## Інші джерела
- Ohlmarks, Åke Alla Sveriges drottningar (AWE/Geber: 1976) Swedish
- Ohlmarks, Åke Alla Sveriges prinsessor (AWE/Geber: 1979) Swedish